# Campionato italiano Para Ice Hockey 2017-2018
Il Campionato italiano Para Ice Hockey 2017-2018 sarà la quattordicesima edizione di questo torneo organizzato dalla Federazione Italiana Sport del Ghiaccio, la prima con la nuova denominazione dello sport (Para Ice Hockey in luogo di Ice Sledge Hockey) voluta dal Comitato Paralimpico Internazionale.
Le South-Tyrol Eagles si aggiudicarono il loro decimo titolo, il quinto consecutivo.

## Formula e partecipanti
Le compagini iscritte sono rimaste le medesime tre: le rappresentative regionali di Piemonte (Tori Seduti), Lombardia (Armata Brancaleone) e Alto Adige (South-Tyrol Eagles, campioni in carica).
Invariata rimane la disputa della regular season: le squadre si incontrano fra di loro per due volte in casa ed altrettante in trasferta, con i due incontri concentrati in un fine settimana. Una modifica invece riguarda la disputa dei play-off: è stato abolita la semifinale tra le squadre classificate al secondo e terzo posto. Le prime due classificate al termine della regular season si incontreranno direttamente nella finale per il titolo, giocata al meglio dei tre incontri. La squadra prima classificata al termine della regular season ha diritto a disputare in casa le prime due partite.

## Risultati
| Pos | Squadra            | G | V | VS | PS | P | GF | GS | DG  | Pt | Risultato               |
| --- | ------------------ | - | - | -- | -- | - | -- | -- | --- | -- | ----------------------- |
| 1   | South-Tyrol Eagles | 8 | 6 | 1  | 1  | 0 | 35 | 7  | +28 | 21 | Qualificate alla finale |
| 2   | Tori Seduti        | 8 | 4 | 1  | 1  | 2 | 17 | 10 | +7  | 15 | Qualificate alla finale |
| 3   | Armata Brancaleone | 8 | 0 | 0  | 0  | 8 | 3  | 38 | −35 | 0  |                         |

| 1ª            | giornata                         | 4ª              |
| 7/8 ott. 2017 |                                  | 25/26 nov. 2017 |
| 1-2 (dtr)     | Tori Seduti - South-Tyrol Eagles | 3-2 (dtr)       |
| 1-2           | Tori Seduti - South-Tyrol Eagles | 1-2             |

| 3ª              | giornata                                | 6ª              |
| 11/12 nov. 2017 |                                         | 13/14 gen. 2018 |
| 5-0             | South-Tyrol Eagles - Armata Brancaleone | 5-0             |
| 9-1             | South-Tyrol Eagles - Armata Brancaleone | 8-0             |

| 2ª              | giornata                       | 5ª              |
| 21/22 ott. 2017 |                                | 16/17 dic. 2017 |
| 0-3             | Armata Brancaleone-Tori Seduti | 1-4             |
| 0-1             | Armata Brancaleone-Tori Seduti | 1-3             |

## Play-off

### Tabellone
|  | Finale |                    |                    |   |   |  |
|  |        |                    |                    |   |   |  |
|  | 1      | South-Tyrol Eagles | South-Tyrol Eagles | 4 | 3 |  |
|  | 2      | Tori Seduti        | Tori Seduti        | 1 | 1 |  |

Legenda: † = partita terminata ai tempi supplementari; ‡ = partita terminata ai tiri di rigore

### Finale
| Arbitri: | Simone Soraperra Piero Giacomozzi |

|                                                                                                 |           |                                |
| Larch (Rosa) 5:33 Kafmann 25:57 Kafmann (Planker) 33:02 Planker (Cavaliere, Kerschbaumer) 37:25 | Marcatori | 22:13 Leperdi (Cinus, Antochi) |

| Arbitri: | Alexander Wiest Simone Soraperra |

|                                                                 |           |                       |
| Rosa (Planker) 3:31 Depaoli (Rosa) 31:30 Rosa (Cavaliere) 44:26 | Marcatori | 33:11 Antochi (Macrì) |

## Classifica marcatori
I dati si riferiscono alla regular season.
| Pos. | Squadra            | Giocatore         | G | A | Pt |
| ---- | ------------------ | ----------------- | - | - | -- |
| 1    | South-Tyrol Eagles | Florian Planker   | 8 | 6 | 14 |
| 2    | South-Tyrol Eagles | Gianluigi Rosa    | 5 | 9 | 14 |
| 3    | Tori Seduti        | Grégory Leperdi   | 4 | 9 | 13 |
| 4    | South-Tyrol Eagles | Nils Larch        | 7 | 3 | 10 |
| 5    | South-Tyrol Eagles | Christoph Depaoli | 6 | 4 | 10 |
| 6    | Tori Seduti        | Andrea Macrì      | 4 | 5 | 9  |
| 7    | South-Tyrol Eagles | Werner Winkler    | 5 | 3 | 8  |
| 8    | Tori Seduti        | Valerio Corvino   | 5 | 2 | 7  |
| 9    | South-Tyrol Eagles | Stephan Kafmann   | 3 | 2 | 5  |
| 10   | Tori Seduti        | Eusebiu Antochi   | 3 | 1 | 4  |

## Classifica portieri
I dati si riferiscono alla regular season. Sono presi in considerazione solo i portieri che abbiano disputato almeno un terzo degli incontri.
| Pos. | Squadra            | Giocatore          | %SVS | GAA  |
| ---- | ------------------ | ------------------ | ---- | ---- |
| 1    | Tori Seduti        | Gabriele Ariaudo   | 80,4 | 1,21 |
| 2    | South-Tyrol Eagles | Rupert Kanestrin   | 79,2 | 0,85 |
| 3    | Armata Brancaleone | Santino Stillitano | 64,6 | 3,88 |